# Chiliile
Chiliile è un comune della Romania di 698 abitanti, ubicato nel distretto di Buzău, nella regione storica della Muntenia.
Il comune è formato dall'unione di 7 villaggi: Budești, Chiliile, Crevelești, Ghiocari, Glod Petcari, Poiana Pletari, Trestioara.